# Encaje de aguja

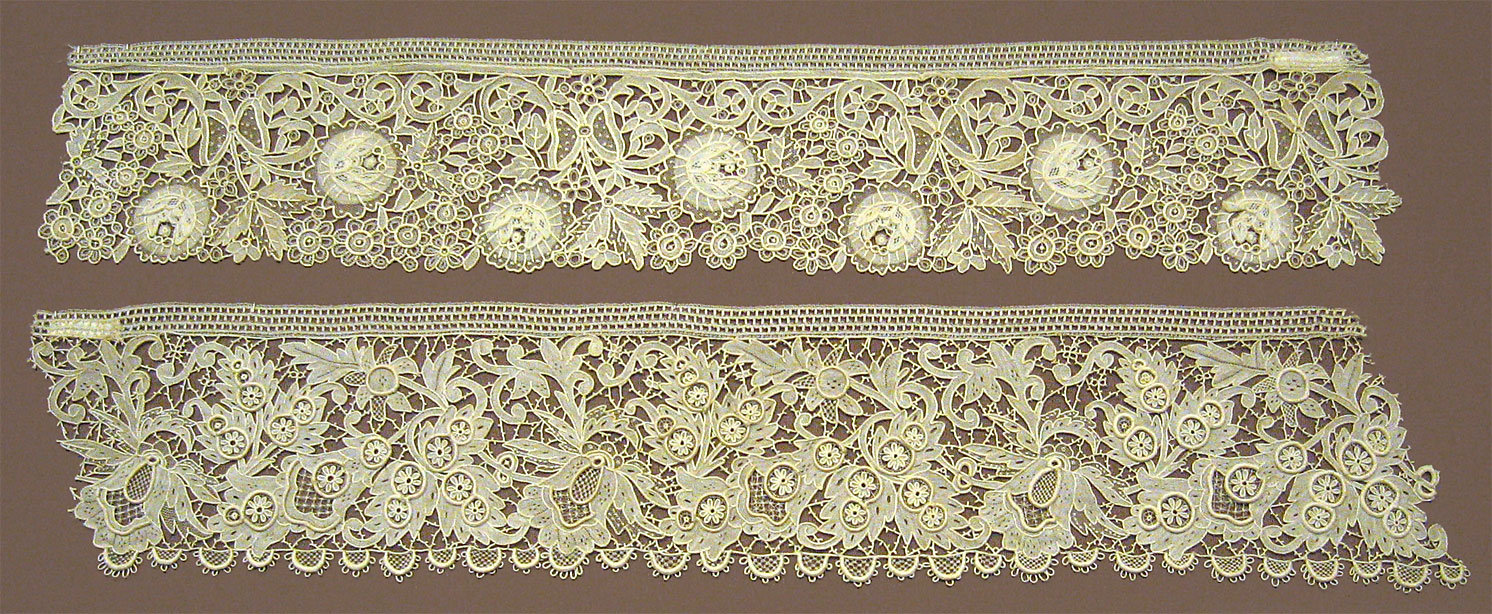
Bordes de encaje de aguja, provenientes de los Montes Metálicos (Alemania, 1884), exhibidas en el Museo de Victoria y Alberto.

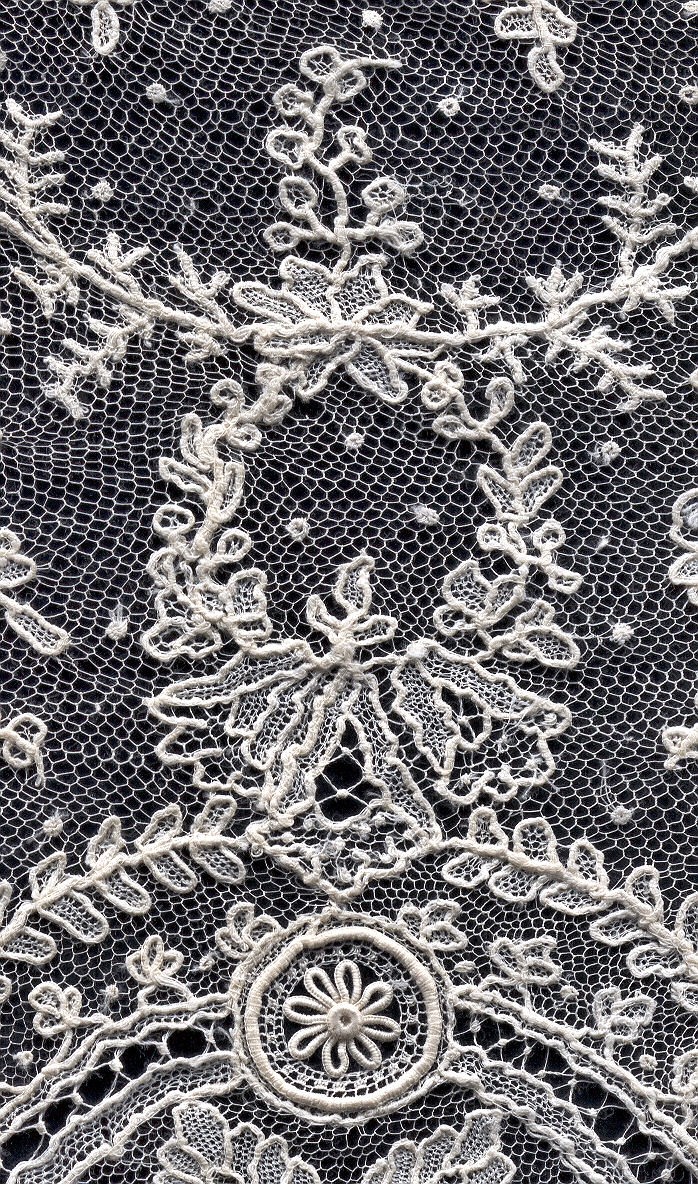
Encaje de aguja, detalle

El encaje de aguja es un tipo de encaje que se realiza usando una aguja e hilo para coser cientos de pequeños puntos para formar el encaje.
En su forma más pura, los únicos equipos y materiales utilizados son una aguja, hilo y tijeras. Los orígenes del encaje de aguja se remontan al siglo XVI en Italia, y sus orígenes se pueden encontrar en la técnica de lino calado llamada reticella. Se desarrolló una variedad de estilos donde el trabajo se inicia asegurando hilos guía más pesados sobre un fondo rígido (como papel grueso) con puntadas que luego se pueden quitar. Luego, el trabajo se construye usando una variedad de puntadas, la más básica es una variedad de ojales o puntadas combinadas. Cuando toda el área está cubierta con las costuras, se sueltan los puntos de sutura y el cordón se desprende del papel.
El encaje de aguja también se usa para crear los rellenos o inserciones en el calado.